# パルドゥルフス伝
パルドゥルフス伝 （ラテン語: Vita Pardulfi）は、リモージュのベネディクト修道会の修道院長聖パルドゥルフス（737年没）の生涯を伝える伝記である。8世紀中盤に成立した。
パルドゥルフス伝は、同時代のアクィタニアを内側から洞察した重要な歴史文献である。フランク王国宮宰カール・マルテルに近い偽フレデガリウス年代記と異なり、アクィタニア公ウードが同地で慕われていたことを伝えている。